# Johan Kyle
Johan Kyle, död 1542, var en svensk lagman.
Johan Kyle till Barkestorp var i slottsloven i Kalmar slott 1524, 1526 och 1533 och blev lagman i Ölands lagsaga 1526, där han kvarstod till åtminstone 1529. Johan Kyle började tillsammans med brodern Klas, ett uppror i Kalmartrakten mot Kristian II 1520-1521. Han mördades 1542 på Öland under Dackeupproret.
Han var son till Påvel Kyle och Sigrid Eriksdotter Ryning (1440-1489), dotter till riddaren Erik Ryning. Han gifte sig sannolikt före 1499 med sin brors svägerska Carin Pedersdotter (Fargalt), dotter till riksrådet och lagmannen i Södermanland Peder Ragvaldsson (Fargalt) till Erstavik och Ingeborg Ragvaldsdotter (Puke).